# Tout ça (ne nous rendra pas le Congo)
 (mars 2015).
Si vous disposez d'ouvrages ou d'articles de référence ou si vous connaissez des sites web de qualité traitant du thème abordé ici, merci de compléter l'article en donnant les références utiles à sa vérifiabilité et en les liant à la section « Notes et références ».
Tout ça (ne nous rendra pas le Congo) est une émission de télévision belge de la RTBF créée en 2002 par Jean Libon et Marco Lamensch (créateurs de Strip-Tease), et diffusée sur la Une. L'émission plonge le téléspectateur dans l'univers du documentaire du réel.
Mercredi 13 décembre 2006, vers 20 h 15, l'émission Questions à la Une fut interrompue par l'émission spéciale de La Une du 13 décembre 2006 présentée comme un faux flash d'information rapportant l'indépendance de la Flandre. L'équipe rédactionnelle de Tout ça (ne nous rendra pas le Congo) a supervisé l'organisation de cette émission spéciale.

## Liste des épisodes
| Nom de l'épisode                         | nom du réalisateur | année de publication | durée      | lien pour visionner l'épisode                                                                |
| ---------------------------------------- | ------------------ | -------------------- | ---------- | -------------------------------------------------------------------------------------------- |
|                                          |                    |                      |            |                                                                                              |
| Au Bordel ce Soir                        | Didier Verbeek     |                      | 57 min 38s | https://www.youtube.com/watch?v=fTbpOGBddho                                                  |
| Femme du monde désespérée                |                    | 2009                 | 53 min 9s  | https://www.youtube.com/watch?v=83RdukXNLpE                                                  |
| Le retour de l'oncle Belge               |                    | 2004                 | 1 h 2 min  | https://www.youtube.com/watch?v=Fh5OeG34MX4                                                  |
| Fichu foulard                            |                    |                      | 46 min 35s | https://www.youtube.com/watch?v=u72Du2JLb6M                                                  |
| six millions pour un iris                | Boeckx Peter       | 2006                 | 47 min 13s | https://www.youtube.com/watch?v=e1NfcIs4De4                                                  |
| Je rêvais d'un autre monde               | Safia Kessas       | 2011                 |            | https://www.youtube.com/watch?v=5ptr2GdOIl8                                                  |
| Profession Manager                       |                    |                      |            | https://www.youtube.com/watch?v=ZbnfmZCLxj8                                                  |
| Quecoeur et les garcons                  |                    | 2009                 | 28 min 20s | https://www.youtube.com/watch?v=hxYgG7zsRa0                                                  |
| Raffaele Mastroianni, profession voleur  | Didier Verbeek     |                      | 55 min 27s |                                                                                              |
| Lio, un poison nomme Vanda               | Didier Verbeek     | 2011                 | 35 min 49s | https://www.youtube.com/watch?v=aqP2lcQG6ro                                                  |
| MILLION DIRHAM BABY                      | Marc Dacosse       | 2012                 | 17:59      | https://www.youtube.com/watch?v=x1Y6w6VvP6Q&list=PLThnUt_5q6GOWYF-rwKbRYI_RpRwadE7n&index=3  |
| SOS Fantômes                             |                    | 2012                 | 10:25      | https://www.youtube.com/watch?v=twX4bBMQbqU&list=PLThnUt_5q6GOWYF-rwKbRYI_RpRwadE7n&index=4  |
| Le grand cirque                          | Stéphanie De Smedt | 2012                 | 24         | https://www.youtube.com/watch?v=vaaU2KFIIso&list=PLThnUt_5q6GOWYF-rwKbRYI_RpRwadE7n&index=5  |
| LE BLÉ DU CHAMANE                        |                    | 2012                 |            | https://www.youtube.com/watch?v=bWLVb7fxa08&list=PLThnUt_5q6GOWYF-rwKbRYI_RpRwadE7n&index=6  |
| LE VOILE ET LE FUSAIN                    |                    | 2012                 |            | https://www.youtube.com/watch?v=Jpm9jRPUZTM&list=PLThnUt_5q6GOWYF-rwKbRYI_RpRwadE7n&index=7  |
| DIPLÔME EN JEUX                          | Didier Verbeek     | 2013                 |            | https://www.youtube.com/watch?v=yF_KeBn8BcM&list=PLThnUt_5q6GOWYF-rwKbRYI_RpRwadE7n&index=8  |
| Super Mario de la Star Ac'               |                    | 2012                 |            | https://www.youtube.com/watch?v=DUnvqwTX17A&list=PLThnUt_5q6GOWYF-rwKbRYI_RpRwadE7n&index=11 |
| On est social                            |                    |                      |            | https://www.youtube.com/watch?v=lObVbfabbCA&list=PLThnUt_5q6GOWYF-rwKbRYI_RpRwadE7n&index=13 |
| Ras-le-Képi !                            |                    |                      |            | https://www.youtube.com/watch?v=7cTzpkohXAw&list=PLThnUt_5q6GOWYF-rwKbRYI_RpRwadE7n&index=14 |
| Madame la juge                           | Yves Hinant        |                      |            | https://www.youtube.com/watch?v=ySJ3UFRUN7Y&list=PLThnUt_5q6GOWYF-rwKbRYI_RpRwadE7n&index=15 |
| Arnaud, 30 ans, beau, riche, intelligent |                    |                      |            | https://www.youtube.com/watch?v=ly-F2y7vUF8&list=PLThnUt_5q6GOWYF-rwKbRYI_RpRwadE7n&index=16 |
| La Belle, Le Milliardaire et la Discrète | Stéphanie De Smedt | 2012                 |            | https://www.youtube.com/watch?v=7mb18al04p4&list=PLThnUt_5q6GOWYF-rwKbRYI_RpRwadE7n&index=18 |
| Solange et ses Jules                     | Marc Dacosse       | 2014                 |            | https://vimeo.com/198823695                                                                  |
| So foot So gay                           | Marc Dacosse       |                      |            | https://vimeo.com/344171882                                                                  |

1. Auschwitz
2. La troisième guerre mondiale (2002)
3. A la barbe du paradis
4. Roulez les mécaniques (2004)
5. Une vie de chien (2003)
6. Vie en rose au Pays noir